# تبلینوم

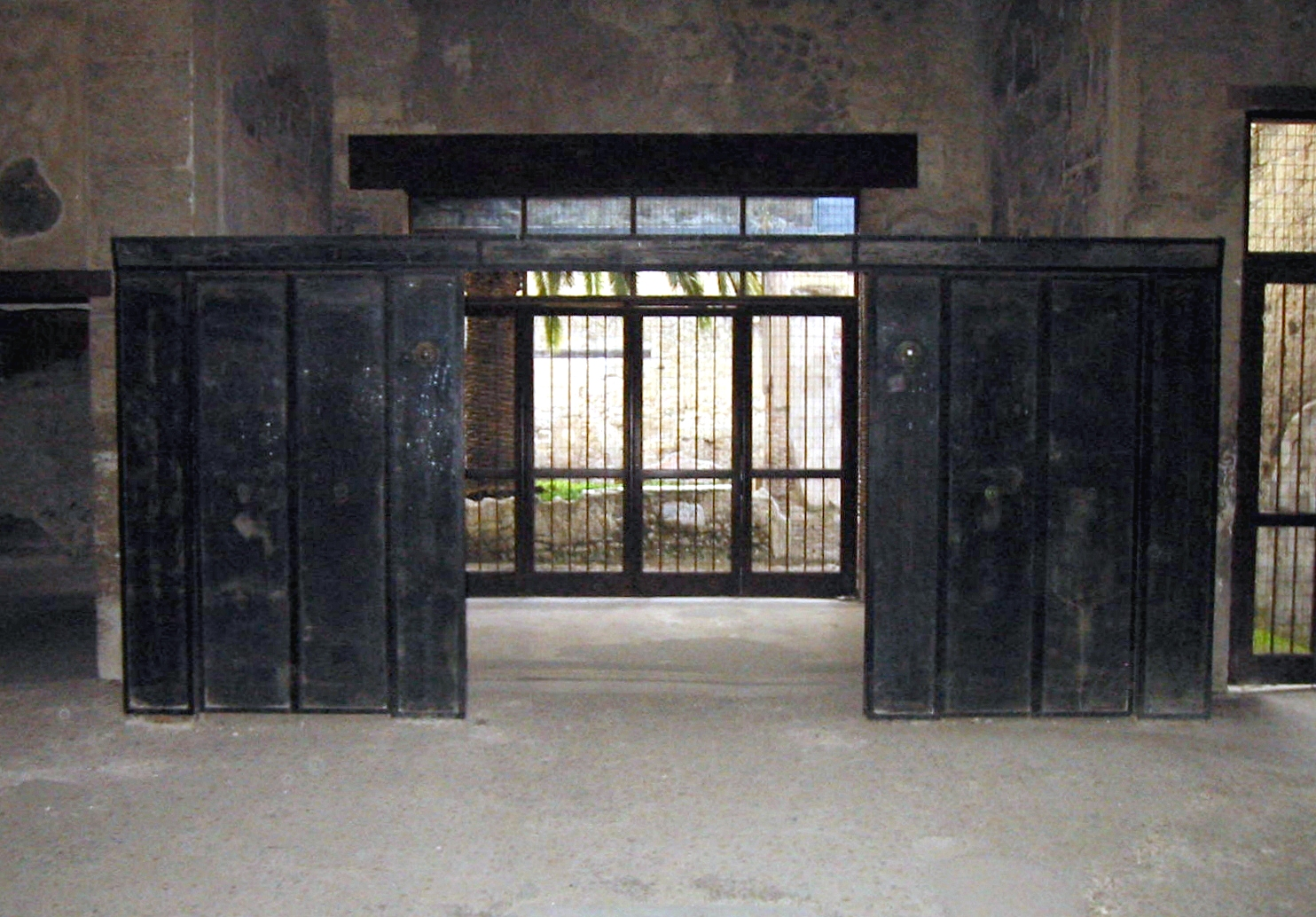
تبلینوم

در معماری روم باستان، تبلینوم (لاتین: Tablinum از تبولا به معنای تخته یا تابلو) اتاقی بود که معمولاً در یک ضلع آتریوم و مقابل ورودی قرار می‌گرفت و به پریستایل باز می‌شد. دیوارهای تبلینوم با تصاویر فرسکو و سردیس‌های اعضای خانواده روی ستون‌های کوچک در دو طرف اتاق تزئین می‌شدند.
در خانهٔ رومی تبلینوم نقش دفتر کاری را داشت و پدرسالار خانواده در آن‌جا کسب‌وکار خود را اداره می‌کرد و با مشتریانش ملاقات می‌نمود.